# Villotte-sur-Aire
Villotte-sur-Aire – miejscowość i gmina we Francji, w regionie Grand Est, w departamencie Moza.
Według danych na rok 1990 gminę zamieszkiwało 215 osób, a gęstość zaludnienia wynosiła 15 osób/km² (wśród 2335 gmin Lotaryngii Villotte-sur-Aire plasuje się na 830. miejscu pod względem liczby ludności, natomiast pod względem powierzchni na miejscu 367).